# Sankt Mortens Kirke (Randers)
 For alternative betydninger, se Sankt Mortens Kirke. (Se også artikler, som begynder med Sankt Mortens Kirke)
Sankt Mortens Kirke er en kirke i Sankt Mortens Sogn i Randers, indtil Kommunalreformen i 1970 lå sognet og kirken i Støvring Herred i Randers Amt.
Kirken blev opført som en del af et stort klosteranlæg i slutningen af 1400- og begyndelsen af 1500-tallet.
En latinsk indskrift over alteret fortæller, hvornår koret er færdigbygget. Indskriften lyder: 1494 byggede prior J dette, eller rettere Gud.
I 1795 blev kirken ombygget under Christian Jensen Mørup.
Orlogsfregatten Randers er et kirkeskib fra 1632. Et andet kirkeskib fra 1796, orlogsskibet Epeneser hænger i søndre sideskib.
Kirken blev hovedistandsat i 1868-70 ved arkitekt Frits Uldall.
| - Den firkantede døbefont af Jais Nielsen fra 1951 - Markus på korgitteret - Orlogsskibet Epeneser i søndre sideskib (1796) |